# Francis Mizio
Francis Mizio, né le 6 novembre 1962 à Melun, est un écrivain et ancien journaliste français.

## Œuvres

### Romans
- La Santé par les plantes (Éditions La loupiote en 1997, Éditions Gallimard, coll. « Série noire », 1999. Rééd. 3e version revue, Éditions Après la Lune, nov. 2010. Edition poche ActuSF, collection Hélios noir, 2015)
- La Vie ultra-moderne (Éditions Baleine en 1998, Coll. Macno)
- L'agence Tous-Tafs (Flammarion, 1999, J'ai Lu 2003)
- Tout ce qui tombe du ciel (Mango, 1999. Réédition réécrite en 2011 en ebook. Réédition réécrite Edition poche ActuSF, collection Hélios noir, 2017)
- Domo Dingo (J'ai Lu, 2000)
- Twist Tropique (Baleine grand format en 2001, Le Seuil, coll. Point Virgule 2003)[1]
- Buffet à volonté (Par hasard, 2003)
- Pizza sur la touffe (Suite noire n° 16 - Éditions La Branche, 2007)
- Sans temps de latitude (Éditions Baleine, coll. « Le Poulpe » - La Martinière, 2007)
- D'un point de vue administratif (Éditions Baleine - La Martinière, 2008)
- Au lourd délire des lianes (Éditions Le Niveau Baisse, 2022)

### E.books
- Nuit Câline (Ed. Sycomor, Ebook Mobipocket, 2001)
- La Psy bien fidèle (Ed. Robert ne veut pas lire, Montréal, 2008)
- Tout ce qui tombe du ciel (Le Gaulois Nomade, 2011. Réédition réécrite sur Kindle Amazon)
- La Santé par les plantes (édition revue et corrigée pour la réédition en ebook. Ed. Multivers, 2014)

### Nouvelles (recueils) ou novellas
- Le Pape de l'art pauvre (Ed. La loupiote, 1996)
- La Cosmogonie Macroqa (avec Olivier Balez, Éditions Treize Etrange, 1998)
- Un quart d'heure pas plus (Librio Noir, 1998)
- Les hommes préfèrent les sondes (Ed. Baleine, coll. "Série Grise", 2000)
- Voir le bug et frémir (livre d'artiste de Jean-Paul Riuz, Éditions Jean-Paul Riuz, 2002)
- La Vie point barre (Manuscrit.com, 2003)
- Arrêtez d'arrêter (Atelier In8 Éditions, 2008)
- On ne tire pas sur une ambulance (Atelier In8 Éditions, 2010)
- Alfonso Vermot y Carambar (avec Jean-Bernard Pouy ; Jean-Paul Rocher éditeur, 2010)

### Bandes dessinées
Pieuvre à la Pouy (avec Florence Cestac. Éditions six pieds sous terre, 2004  (ISBN 2-910431-46-0)

### Recueils de chroniques, essais humoristiques, pastiches, parodies
- Mamie au mulot (chroniques parues dans Libération, Seuil, coll. Point Virgule, 2001)
- Comment les araignées d'eau donnent un sens à l'existence et pourquoi il faut répandre la Contemplation Gerritique™©® pour sauver le monde (AdK éditeur, 2007).
- Le Livre à lire aux toilettes (Éditions de l'Hèbe, 2008)
- Êtes-vous fort en argot (Livre quiz, avec Jean-Bernard Pouy. Larousse, novembre 2010)

### Livres pour la jeunesse
- Trafic ignoble (collection Le Furet, Albin Michel, 2001)
- Pas de bol pour Padbol (avec David Scrima, Magnard, 2002)
- Un job tranquille (avec Théo Ebel, Magnard, 2002)
- L'Encyclopédie des rebelles, insoumis et autres révolutionnaires (avec Anne Blanchard et Serge Bloch, Gallimard Jeunesse, 2009)
- L'Encyclopédie des héros, icônes et autres demi-dieux (avec Jean-Bernard Pouy, Anne Blanchard et Serge Bloch, Gallimard Jeunesse, 2012)[2]

### Travaux littéraires
- Privés de futur (avec Gilles Dumay, anthologie de nouvelles de science-fiction. Éditions du Belial, 2000)
- Hong Kong, approches littéraires (avec Annie Curien, portraits d'écrivains. Éditions You Feng, 2004)
- L'Horloge et le Dragon (avec Annie Curien, anthologie de nouvelles hongkongaises, Éditions Caractères, 2006)